# مارلین ویلابی
مارلین ویلابی (انگلیسی: Marlene Willoughby؛ زاده ۱۷ مهٔ ۱۹۴۸) بازیگر پورنوگرافی اهل ایالات متحده آمریکا با اصالت لهستانی است.